# 옥구선
옥구선(沃溝線)은 전북특별자치도 군산시의 군산옥산신호장과 옥구역을 연결하는 철도 노선으로, 군산항선의 지선이다. 영업거리표에는 등재되어 있으나 수년 전부터 화물, 여객 어느 것도 취급하지 않는 영업 중지선으로 노선 관리도 하지 않는 사실상 폐선 상태였으며, 2011년 4월 1일부터 정기적으로 화물취급을 재개하였다가 군산항선 공사를 진행함에 따라 2017년부터 2020년 12월 9일까지 선로가 단절되어 운행이 일시 중단되었다가 2020년 12월 10일 운행이 재개되었다.

## 역사

### 개요
옥구선은 UN군(미국 제7공군)의 군산비행장 보급품 수송을 목적으로 한 군사적 목적의 철도이다. 옥구선의 건설은 1952년 5월 20일에 UN군에 의해서 착공되었으며, 이후 1953년 2월 25일에 완공되었다. 한때는 비둘기호가 운행됐으나 1990년대 이후 여객 취급은 중단되었다. 개통 당시의 노선 이름은 군산비행장선(群山飛行場線)이었으며, 1955년 9월 1일부터 옥구선으로 개칭되었다.

### 연혁
- 1952년 5월 20일 : UN군에 의해 군산비행장선 착공
- 1953년 2월 25일 : 군산비행장선 완공
- 1953년 11월 1일: 옥구역 영업개시
- 1955년 6월 1일: 옥구역을 보통역으로 승격.
- 1955년 9월 1일 : 옥구선으로 개칭[1]
- 1970년 : 여객 취급 중단[2]
- 1982년 5월 1일: 옥구역을 무배치간이역으로 격하.
- 2006년 11월 15일 : 옥구선 열차 운행 중단
- 2011년 4월 1일 : 화물열차 운행 재개
- 2017년 : 군산항선 공사 관계로 선로 당북리 부근 단절됨과 동시에 당북리~군산화물역 구간 또는 군산화물역~대야역 구간 사실상 폐선, 열차 운행 일시 중단
- 2019년 4월 17일 : 철도 노선번호 변경에 따라 30804로 변경[3]
- 2019년 5월 3일 : 철도 노선번호 변경에 따라 30803로 변경[4]
- 2020년 11월 24일 : 사용 개시 고시[5]
- 2020년 12월 10일 : 열차 운행 재개. 기점을 군산옥산신호장으로 변경 및 11.6 km에서 7.9 km로 단축.

## 노선 정보
- 노선 거리 : 7.9 km
- 운영 기관 : 한국철도공사(전 구간)
- 궤간 : 1,435mm(표준궤)
- 통행 방식 : -
- 역 수 : 2
- 복선 구간 : 없음
- 전철화 구간 : 없음
- 보안 장치 : 없음

## 역 목록
| 역명     | 로마자 역명 | 한자 역명 | 역간거리 (km) | 영업거리 (km) | 접속 노선 | 소재지         | 소재지 | 비고 |
| -------- | ----------- | --------- | ------------- | ------------- | --------- | -------------- | ------ | ---- |
| 군산옥산 | GusanOksan  | 群山玉山  | 0.0           | 0.0           | 군산항선  | 전북특별자치도 | 군산시 |      |
| 상평     | Sangpyeong  | 上坪      | -             | -             |           | 전북특별자치도 | 군산시 | 폐역 |
| 옥구     | Okgu        | 沃溝      | 7.9           | 7.9           |           | 전북특별자치도 | 군산시 |      |

## 같이 보기
- 한국철도공사
- 군산항선